# Stari Bejzymy (przystanek kolejowy)
Stari Bejzymy (ukr. Старі Бейзими) – przystanek kolejowy w miejscowości Stari Bejzymy, w rejonie szepetowskim, w obwodzie chmielnickim, na Ukrainie. Położony jest na linii Szepetówka – Starokonstantynów.